# Corea del Nord ai XVI Giochi olimpici invernali
La Corea del Nord partecipò ai XVI Giochi olimpici invernali, svoltisi ad Albertville, Francia, dall'8 al 23 febbraio 1992, con una delegazione di 20 atleti impegnati in cinque discipline.

## Medagliere

### Per discipline
| Sport       | Oro | Argento | Bronzo | Totale |
| ----------- | --- | ------- | ------ | ------ |
| Short track | 0   | 0       | 1      | 1      |
| Totale      | 0   | 0       | 1      | 1      |

### Medaglie
| Medaglia | Atleta       | Sport       | Evento          |
| -------- | ------------ | ----------- | --------------- |
| Bronzo   | Hwang Ok-Sil | Short track | 500 m femminile |